# 33501 Juliethompson
33501 Juliethompson è un asteroide della fascia principale. Scoperto nel 1999, presenta un'orbita caratterizzata da un semiasse maggiore pari a 2,4657781 UA e da un'eccentricità di 0,1793828, inclinata di 4,34277° rispetto all'eclittica.